# Carl Robert Jakobson
Carl Robert Jakobson (Tartu, 26. srpnja 1841. – Kurgja, 19. ožujka 1882.) bio je estonski pisac, novinar, političar i učitelj, jedna od ključnih figura Estonskog narodnog preporoda. Djelujući mahom u baltičkim provincijama Ruskog Carstva, Jakobson je svojim djelovanjem potaknuo buđenje nacionalnog identiteta kod Estonaca, što je dovelo do jačanja pokreta za neovisnost u toj zemlji. 
Jakobsonov otac, Adam Jakoboson, bio je učitelj u općinskoj školi. Njegov brat, Eduard Magnus Jakobson, bio je lokalni umjetnik i svećenik, dok mu je sestra, Natalie Johanson-Pärna, bila učiteljica i spisateljica koja se aktivno zalagala za ženska prava. Osnovno obrazovanje dobio je od oca, a kasnije se nastavio školovati u državnim institucijama. Tijekom 1860-ih počinje se baviti pedagoškim radom radeći kao učitelj u školama, ali i kao privatni učitelj. 
U razdoblju kada su Baltički Nijemci dominirali estonskim kulturnim životom, Jakobson se zalagao za razvoj autohtone estonske kulture te je poticao Estonce da se bore za svoja prava, svoj nacionalni identitet te veća politička i građanska prava. Njegovo djelovanje činilo je okosnicu Estonskog narodnog preporoda. Uz prosvjetiteljsko djelovanje, Jakobson se bavio novinarskim radom, ali i spisateljskim radom, pišući mahom pjesme i dramska djela. Dio djela objavio je pod pseudonimom C. R. Linnutaja. 
Preminuo je 1882. u dobi od 40 godina u selu Kurgja. Njegov je značaj za razvoj estonske kulture ogroman. Godine 1948., njegova je kći Linda otvorila muzej u njegovu čast, a njegov se lik nalazio na novčanici od 500 estonskih kruna prije nego je u Estoniji uveden euro. 

## Vanjske poveznice
- Estonian banknotes – 500 kroons
- Ingrid Rüütel's 6 July 2003 speech